# SB 35a
Die Dampflokomotivreihe SB 35a war eine Güterzug-Schlepptenderlokomotivreihe der österreichischen Südbahn (SB).

## Geschichte
Bald nach der Eröffnung der Semmeringbahn wurde klar, dass vierfach gekuppelte Lokomotiven die richtige Wahl für derartige Gebirgsstrecken waren.
Nach den Reihen SB 33 und SB 34 verfolgte die Südbahn diesen Weg weiter.
Unter der Leitung des Maschinendirektors Louis Adolf Gölsdorf entwarf die Wiener Neustädter Lokomotivfabrik (Sigl) eine noch leistungsfähigere vierfach gekuppelte Lokomotivreihe mit Innenrahmen und außenliegender Stephenson-Steuerung.
Von dieser Reihe lieferten Wr. Neustadt und die Lokomotivfabrik der StEG je 25 Exemplare und die Lokomotivfabrik Floridsdorf fünf Stück in den Jahren 1871 und 1872.
Die Maschinen waren ein großer Erfolg; so zogen sie 210 t über eine 25-‰-Steigung.
Eingesetzt waren sie am Semmering, auf der Brennerbahn und in den Karstgebieten.
Die ursprünglichen Kamine wurden durch Kegel- oder Kobelkamine ersetzt, wodurch sich die Höhe der Maschinen geringfügig änderte.
Durch den großen Erfolg dieser Reihe aufmerksam geworden, mietete die Oberitalienische Eisenbahn 1872 eine Maschine, um Testfahrten auf der Steilrampe bei Genua zu unternehmen.
Diese führten zu einer Bestellung von 60 Lokomotiven dieses Typs bei Sigl in Wr. Neustadt.
Von 1873 bis 1905 wurde außerdem eine Maschine dieses Typs in Italien bei Miani und 33 bei Maffei in München gefertigt.
Die FS ordnete sie als Reihe 420 ein.
Nach dem Ersten Weltkrieg kamen 20 der SB-Maschinen als Reihe 452 zu den FS, 23 zu den Eisenbahnen des Königreichs der Serben, Kroaten und Slowenen, von denen später 16 Stück als JDŽ 132 bezeichnet wurden, und zwölf als Reihe 471 zu den BBÖ, die sie bis 1934 ausmusterten.
Während des Zweiten Weltkrieges kamen drei der jugoslawischen Maschinen als 55.5601–5603 zur Deutschen Reichsbahn.